# ذوات السبيبة
ذوات السبيبة أو بطرشيات أو عائلة بوستيريجيدي أو عائلة الخنافس المنتجة للمساحيق الخشبية أو عائلة الخنافس الثاقبة أو فصيلة بوستريكيدي (الاسم العلمي: Bostrichidae)، هي فصيلة حشرات من الخنافس. أنواعها الموصوفة 700. يكثر فيها الحجم الصغير والشكل الاسطواني رؤوسها محدبة. قرونها الاستشعارية قصيرة، فواصلها من 9 إلى 11 والثلاث الأخيرة منها منشارية أو ورقية الشكل.
وتوجد في أجزاء من إفريقيا والجزيرة العربية. غالبًا ما يتم استيرادها إلى أوروبا كيرقات في الأطباق الخشبية الأفريقية ("تذكارات عرقية").